# NSB 68
Электропоезд NSB 68 (норв. NSB type 68) — трёхвагонный электропоезд, эксплуатировавшийся в Норвегии с 1956 по 2001 год на региональных железнодорожных линиях.
Данная серия строилась двумя партиями: 21 электропоезд был изготовлен с 1956 по 1958 год, и ещё 9 (модификация b) в 1960-1961 гг. Головные вагоны изготавливались заводами Norsk Elektrisk & Brown Boveri и Skabo Jernbanevognfabrikk, а прицепные и хвостовые Strømmens Værksted либо Skabo Jernbanevognfabrikk.
Три поезда были переданы Ofotbanen для работы на линии Ofoten и эксплуатируются там поныне.